# Medizinethik
Die Medizinethik (oder Medizinische Ethik) beschäftigt sich mit den sittlichen Normsetzungen, die für das Gesundheitswesen gelten sollen. Sie hat sich aus der ärztlichen Ethik entwickelt, betrifft aber alle im Gesundheitswesen tätigen Personen, Institutionen und Organisationen und nicht zuletzt die Patienten. Nahestehende Disziplinen sind die Medical Humanities und die Bioethik.
Als grundlegende Werte gelten heutzutage das Wohlergehen des Menschen, das Verbot zu schaden („Primum non nocere“) und das Recht auf Selbstbestimmung der Patienten (Prinzip der Autonomie), allgemeiner das Prinzip der Menschenwürde.
Vielfach diskutierte Themen sind Schwangerschaftsabbruch bzw. der Anfang des menschlichen Lebens, die Reproduktionsmedizin, die Sterbebegleitung, Organtransplantation, Gentherapie oder Stammzelltransplantation. Institutionen, die sich mit diesen Themenfeldern beschäftigen sind verschiedene Ethikräte oder das Deutsche Referenzzentrum für Ethik in den Biowissenschaften. Diese entstanden nicht zuletzt aufgrund zahlreicher Versagensmomente der Medizin gegenüber heutigen Grundsätzen und Zielen, vgl. Eugenik oder Krankenmorde in der Zeit des Nationalsozialismus.

## Geschichte

### Von Antike bis Neuzeit
In fast allen Kulturkreisen finden sich feierliche Selbstverpflichtungen der Ärzte bezüglich ihrer ärztlichen Kunst, des Verhältnisses zu Patienten und zum eigenen Berufsstand. In Europa, wo sich mit der auf einem hohen Berufsbewusstsein bei den Ärzten fußenden hippokratischen Heilkunde eine ärztliche Ethik herausgebildet hatte, dürfte der sogenannte Eid des Hippokrates (ca. 4. Jahrhundert v. Chr.) am bekanntesten sein. Er wurde im Genfer Ärztegelöbnis (1948, 1968, 1983, 2017) zeitgemäß neu formuliert. Im europäischen Mittelalter beruhte die medizinische Ethik vor allem auf theologischer Ethik und die ärztliche Ethik wurde insbesondere durch christliche Nächstenliebe und Barmherzigkeit bestimmt, wobei die Scholastik die dabei zu diskutierenden Aspekte von christlicher Theologie und aristotelischer Philosophie zu verbinden suchte.

### Moderne Medizinethik ab dem 19. Jahrhundert
Begründer der heutigen Medizinethik ist der englische Arzt Thomas Percival, der ein Jahr vor seinem Tod 1803 das Werk Medical Ethics publizierte und damit auch den Begriff prägte.

### Nach 1945
Euthanasie-Programme und Menschenversuche im Nationalsozialismus, japanische Experimente mit Kriegsgefangenen, der Missbrauch der Psychiatrie in der Sowjetunion, gewisse Forschungsexperimente in den USA und andere leidvolle Erfahrungen zeigten auf, dass das ärztliche Berufsethos nicht ausreicht, um kriminellen Missbrauch ärztlichen Wissens und Ehrgeizes zu verhindern. Beim Nürnberger Ärzteprozess (1947) wurde ein Nürnberger Kodex aufgestellt, der die Grundlage zur Durchführung von notwendigen und ethisch haltbaren medizinischen Versuchen mit Menschen darstellt. Der Weltärztebund verabschiedete 1964 eine „Deklaration zu Ethischen Grundsätzen für die medizinische Forschung am Menschen“ (Deklaration von Helsinki), die später mehrfach aktualisiert wurde (zuletzt 2013) und in vielen Ländern angewandt wird.
Zu einer Differenzierung der medizinischen Ethik führten schließlich die Herausforderungen durch neue Entwicklungen in der Medizin ab den 1970er Jahren (z. B. zur pränatalen Diagnose, Klonen etc.). Auch der Umgang mit Ressourcen im Gesundheitswesen ist unter ethischen Aspekten zu diskutieren.

### Ethikkommissionen
Für die humanmedizinische Forschung wurden in Deutschland in den 1980er Jahren Ethikkommissionen bei den medizinischen Fakultäten oder bei den Landesärztekammern angesiedelt. Bei der Prüfung von Forschungsvorhaben orientieren sie sich an gesetzlichen Vorschriften und an den jeweiligen Berufsordnungen für Ärzte. Sie haben den Status eines beratenden Gremiums und werden nur auf Antrag tätig.
Die deutsche Bundesärztekammer hat 1995 eine Zentrale Ethikkommission eingerichtet: sie hat Stellungnahmen unter anderem zur Forschung mit Minderjährigen, zur (Weiter-)Verwendung von menschlichen Körpermaterialien, zur Stammzellforschung, zum Schutz nicht-einwilligungsfähiger Personen, zum Schutz persönlicher Daten in der medizinischen Forschung und zu Prioritäten in der medizinischen Versorgung veröffentlicht.
Seit 2001 besteht in Deutschland zur Aufarbeitung medizinethischer Fragestellungen im zivilgesellschaftlichen Diskurs ein politikberatendes Gremium in Form des Deutschen Ethikrats.

### Medizinethik an Hochschulen
Die Ethik der Medizin ist an deutschen Hochschulen ein eigenes Forschungs- und Lehrfach. Gegenwärtig (Stand Juni 2019) existieren an 20 deutschen Universitäten Lehrstühle, die sich mit der Medizinethik befassen. Mit der vergleichsweise geringen Zahl an eigenen Professuren gehört die Ethik der Medizin damit zur Gruppe der kleinen Fächer (siehe auch Liste der Kleinen Fächer). Es lässt sich jedoch feststellen, dass die Ethik der Medizin in den vergangenen Jahren an Relevanz an den Universitäten hinzugewonnen hat: seit 1997 hat sich die Zahl der Standorte und Professuren etwa verfünffacht. Im Jahr 2019 wurde die Gemeinsame Ethikkommission der Hochschulen Bayerns (GEHBa) gegründet. Ihr gehören 14 Hochschulen an. Sie beurteilt  nichtmedizinische Forschung an Hochschulen.

### Zahnmedizinische Ethik
Für Zahnärzte gibt es einen Arbeitskreis Ethik in der Deutschen Gesellschaft für Zahn-, Mund- und Kieferheilkunde (DGZMK), ferner in einigen Bundesländern bei der Landeszahnärztekammer angesiedelte Ethikkommissionen. Er beschäftigt sich mit der Erarbeitung ethischer Grundregeln in der Zahnheilkunde.

## Die Prinzipienethik von Tom Beauchamp und James Childress
Tom Lamar Beauchamp und James F. Childress entwickeln in ihrem Buch Principles of Biomedical Ethics eine Prinzipienethik. Zentraler Bestandteil davon sind vier medizinethische Grundprinzipien. Die vier Prinzipien sind Respekt vor der Autonomie des Patienten, Schadensvermeidung, Fürsorge und Gerechtigkeit. Ausgangspunkt der Prinzipienethik ist unsere Alltagsmoral. Sie soll in den Prozess der ethischen Begründung und Entscheidungsfindung einbezogen werden.
Beauchamps und Childress haben mit ihrer ethischen Theorie besonders deswegen so viel Anklang in der Medizin gefunden, da sie die Prinzipien so gestaltet haben, dass sie im angewendeten Fall Freiraum für Abwägungen und Priorisierung einzelner Prinzipien bieten. Die Anwendung dieser vier Prinzipien erfolgt in zwei Schritten. Grundsätzlich muss jedes Prinzip in jedem konkreten Fall interpretiert werden. Man spricht hier von der Interpretation. Daraufhin muss überprüft werden, ob diese Prinzipien in so einem konkreten Fall in Konflikt zueinander stehen oder harmonieren. Wenn Ersteres der Fall ist, muss abgewogen werden. Diesen Prozess bezeichnet man als Gewichtung.

### Begründung mittlerer moralischer Prinzipien
Die Prinzipienethik von Beauchamp und Childress ist einerseits eine Ethik für die Anwendung in medizinischen Kontexten, andererseits stellt sie auch eine philosophische Position dar, die sich von traditionellen Theorien unterscheidet. Seit zwei Jahrhunderten konkurrieren verschiedene ethische Theorien untereinander (wie bspw. Utilitarismus, Kantische Ethik oder kontraktualistische Ethiken). Bisher konnte sich jedoch keine dieser Ethiken durchsetzen. Aufgrund dessen und aufgrund der Notwendigkeit und der Dringlichkeit mit der eine Ethik in der Medizin gebraucht wurde, entschieden sich Beauchamp und Childress für eine Herangehensweise, die sich von dem Ansatz einer umfassenden ethischen Theorie mit einem obersten moralischen Prinzip abwandte und sich auf „mittlere“ Prinzipien konzentrierte, welche mit verschiedenen Moraltheorien vereinbar sein sollen. Dabei nahmen sie ursprünglich die Idee der Prima-facie-Pflicht von William David Ross auf. Diese Prinzipien sollen laut Beauchamp und Childress an unsere moralischen Alltagsüberzeugungen (common morality) geknüpft sein. Diese werden dann in einem weiteren Prozess der Interpretation, der Konkretisierung und der Gewichtung rekonstruiert und in einen kohärenten Zusammenhang gebracht. Man spricht deshalb von einem rekonstruktiven oder kohärentistischen Begründungsansatz. Beauchamp und Childress nehmen hier die Idee vom Überlegungsgleichgewicht von John Rawls auf, geben jedoch den moralischen Alltagsüberzeugungen einen größeren Stellenwert. Nun stellen unsere moralischen Alltagsüberzeugungen nicht nur den Ausgangspunkt dieser ethischen Theorie dar, sondern sie sind gleichzeitig auch eine Art Korrektiv. Somit stehen ethische Theorie und moralische Praxis in einer Wechselbeziehung. So bietet die ethische Theorie Orientierung in der Praxis, jedoch muss sie sich dann da auch beweisen. Diese „mittleren“ Prinzipien sind nicht absolut, sondern vielmehr subsidiär zu allgemeinen Moralprinzipien. Somit kommen sie nur zur Geltung, wenn sie nicht mit höher- oder gleichgestellten Verpflichtungen kollidieren. Dementsprechend müssen die unterschiedlichen Prinzipien häufig gegeneinander abgewogen werden.

### Die vier Prinzipien
1. Autonomie
Das Prinzip der Autonomie (auch Respekt vor der Autonomie, englisch respect for autonomy) gesteht jeder Person Kompetenz, Entscheidungsfreiheit und das Recht auf Förderung der Entscheidungsfähigkeit bzw. auf Selbstbestimmungsfähigkeit zu. Es beinhaltet die Forderung der informierten Einwilligung vor jeder diagnostischen und therapeutischen Maßnahme und die Berücksichtigung des Willens, der Wünsche, Ziele und Wertvorstellungen des Patienten.
2. Schadensvermeidung (Non-Malefizienz)
Das Prinzip der Schadensvermeidung (englisch nonmaleficence) fordert, schädliche Eingriffe zu unterlassen (unter Berücksichtigung der Nutzen-Risiko-Relation und Beachtung individueller Werte). Dies basiert auf dem ärztlichen traditionellen Grundsatz „primum non nocere“. Dies scheint zunächst selbstverständlich. Es gibt jedoch Fälle, in denen sehr schwer zu entscheiden ist, was dem Patienten hilft oder eher schaden wird. Dies ist vor allem bei stark eingreifenden Therapien wie einer Chemotherapie der Fall.
3. Fürsorge (Benefizienz)
Das Prinzip der Fürsorge (auch Hilfeleistung, englisch beneficence) verpflichtet den Behandler zu aktivem Handeln, das das Wohl (insbesondere Leben, Gesundheit und Lebensqualität) des Patienten fördert und ihm nützt. Die traditionelle ärztliche Ethik formuliert ein ähnliches Prinzip (Salus aegroti suprema lex), welches jedoch allen anderen übergeordnet ist. In der Prinzipienethik sind vier Prinzipien auf gleicher Stufe. Das Fürsorgeprinzip steht häufig im Konflikt mit dem Autonomieprinzip und dem Prinzip der Schadensvermeidung. Hier sollte eine sorgfältige Abwägung von Nutzen und Schaden einer Maßnahme unter Einbeziehung der Wünsche, Ziele und Wertvorstellungen des Patienten vorgenommen werden.
4. Gerechtigkeit
Das Prinzip der Gerechtigkeit (auch Gleichheit, englisch justice) fordert eine faire und angemessene Verteilung von Gesundheitsleistungen unter Beachtung der Ressourcen. Gleiche Fälle sollten gleich behandelt werden, bei Ungleichbehandlung sollten moralisch relevante Kriterien konkretisiert werden. Das Prinzip verlangt eine faire Verteilung der Gesundheitsleistung. So müssen zum Beispiel die Ressourcen und Kapazitäten der Spitäler gerecht verteilt werden. Jeder Krankheitsfall eines Menschen, der äquivalent, d. h. gleichwertig, zu einem anderen Fall ist, fordert gleiche Behandlung. Ungleiche Fälle dürfen anders behandelt werden, aber nur wenn die Fälle moralisch relevante Unterschiede aufweisen. Ungleichbehandlungen sind nicht gerechtfertigt basierend auf der Nationalität, dem Geschlecht, dem Alter, dem Wohnort, der Religion, der sozialer Stellung oder dem bisherigen Verhalten in der Gesellschaft. Auch vorhergehende Straftaten oder Berufstätigkeiten dürfen bei der Entscheidung nicht einfließen. So wird beispielsweise ein Bettler einem Juristen in der medizinischen Behandlung gleichgestellt, sofern sie gleiche Symptome und gleiche Überlebenschancen aufweisen. Die Entscheidung bezüglich einer medizinischen Behandlung muss sachlich begründet, transparent und fair sein.

### Anwendungsbeispiel der vier Prinzipien
Am konkreten Beispiel werden erst die vier Prinzipien auf den Fall angewandt, um anschließend eine Abwägung aufgrund der erarbeiteten Basis vorzunehmen. Um die Prinzipien anzuwenden, wird nun angenommen, dass die Möglichkeit besteht, eine Person mit fortgeschrittenem Lungenkrebs mit einer Chemotherapie zu behandeln. Da dies bereits die dritte Therapie wäre, spricht sich der Patient trotz intakter Heilungschancen gegen die Behandlung aus.
- Wird der Fall aus der Sichtweise des ersten Prinzips interpretiert, so gilt das negative Freiheitsrecht des Patienten, dessen Autonomie durch die Verneinung der Therapie gewahrt werden würde. Im konkreten Fall müsste ebenfalls überprüft werden, ob der Patient über die geistigen Möglichkeiten zur freien Willensbildung verfügt, damit man von dem Willen des Patienten sprechen kann. In diesem Beispiel wird dieser Aspekt angenommen.
- Da die Chemotherapie des Patienten mit hinreichender Wahrscheinlichkeit nicht schaden wird, ist das Prinzip der Schadensvermeidung erfüllt. Dass bei einer Chemotherapie Nebenwirkungen auftreten können, muss bei jeder Therapie sowohl den Ärzten als auch dem Patienten (siehe Voraussetzungen des Autonomieprinzips) bewusst sein.
- Das Prinzip der Fürsorge verpflichtet den Arzt, aktiv zu handeln. Während das Prinzip des Nichtschadens sowohl als Argument für die Durchführung als auch für die Aussetzung einer weiteren Chemotherapie verwendet werden kann, gebietet das Prinzip der Fürsorge in diesem Falle die therapeutische Maßnahme, da das Wohlergehen des Patienten gefördert wird.
- Das Prinzip der Gerechtigkeit findet in diesem Beispiel nur insofern seine Anwendung, dass auch die Überlegung eine Rolle spielen muss, ob nicht einem anderen Patienten eine Behandlung verwehrt wird aufgrund der begrenzten Kapazitäten des Spitals.

Da die Behandlung des Patienten sachlich gut begründet ist, ist eine weitere Betrachtung hier aber nicht vonnöten. Nach der Interpretation der vier Prinzipien folgt die Abwägung. Ein abschließendes Urteil kann hier anhand der Prinzipien nicht getroffen werden, da keine allgemeine Gewichtung vorliegt. Allerdings konnte mit Hilfe der Prinzipien aufgedeckt werden, worin der moralische Konflikt im beschriebenen Beispiel besteht. Wird das Selbstbestimmungsrecht des Patienten oder die Fürsorgepflicht der Ärzte höher gewichtet?

## Themen der Medizinethik
Zu den Themen, die in der Medizinethik diskutiert werden, zählen unter anderem die folgenden.

### Arzt-Patient-Beziehung
Die Arzt-Patient-Beziehung ist geprägt durch eine Asymmetrie in Kompetenzen: Der Arzt weiß in der Regel mehr als der Patient. Damit stellt sich das Problem des Paternalismus: Soll der Arzt für den Patienten entscheiden? Dies würde aber das Selbstbestimmungsrecht des Patienten verletzen. Deshalb geht man davon aus, dass der Arzt die Pflicht hat, den Patienten über alle Möglichkeiten aufzuklären und im Prinzip keinen Eingriff ohne Zustimmung des Patienten vornehmen darf.

### Schwangerschaftsabbruch
Ein Schwangerschaftsabbruch beschreibt die vorzeitige Beendigung einer Schwangerschaft, wobei der menschliche Fötus den Eingriff gewollt nicht überlebt. Abtreibung ist seit langer Zeit ein umstrittenes Thema. Im Konflikt stehen dabei religiöse und ethische Vorstellungen, gesellschaftliche Ansprüche und das Selbstbestimmungsrecht der Frau. Es folgen daraus unterschiedliche ethische Beurteilungen und juristische Regelungen. Diese reichen von großer Entscheidungsfreiheit der Schwangeren bis hin zu Verboten mit harter Bestrafung. Daraus stellen sich die ethischen Fragen. Im Konflikt stehen beispielsweise die Fragen nach den Grundrechten der Frau und dem Recht auf Leben des menschlichen Fötus. Hat ein Fötus das Recht auf Leben und wenn ja ab wann? Darf eine Frau entscheiden, ob sie den Embryo behält oder nicht, und inwiefern darf der Partner mitreden? Spielt es eine Rolle, unter welchen Umständen der Fötus entstanden ist, das heißt, ist zu beachten, ob die Frau bei der Entstehung des Embryos ihrer Freiheit beraubt wurde oder nicht? Sollen die Lebensumstände der Frau einen Einfluss auf ihr Recht des Schwangerschaftsabbruchs haben?

### Euthanasie und Sterbehilfe
Die Begriffe Sterbehilfe und Euthanasie werden häufig als Synonyme verwendet. Wobei der Begriff Euthanasie seinen Ursprung im antiken Griechenland hat. Er stammt vom Wort Thanatos ab, welches so viel wie „vorzeitiger Tod“ bedeutete und das Gegenstück vom Begriff Hypnos war, welcher einen Tod bezeichnete, der „an der Zeit war“, wie z. B. durch Schlaf. Im antiken Griechenland galt dieser Tod als „guter Tod“ bzw. als eine ruhmvolle Art zu sterben. Im 19./20. Jahrhundert gelangte dieser Begriff zu einer neuen Bedeutung und wurde zunehmend in einem sozialdarwinistischen Sinne verwendet. Den Höhepunkt dieser Entwicklung stellte dann das Verwenden dieses Begriffs durch die Nationalsozialisten dar, welche mit diesem Begriff das Töten von Behinderten/Schwerkranken bezeichneten. Deswegen wird dieser Begriff in der deutschen Sprache von den meisten Personen vermieden.
Arten der Sterbehilfe: Bei der Sterbehilfe wird zwischen der aktiven und der passiven Sterbehilfe unterschieden. Die aktive Sterbehilfe ist die gezielte Tötung zur Verkürzung der Leiden des Patienten oder der Patientin. Der Arzt oder ein Dritter verabreicht absichtlich ein Mittel, welches unmittelbar zum Tod führt. Generell ist die aktive Sterbehilfe weltweit in vielen Staaten verboten, anders sieht es hingegen in Belgien und den Niederlanden aus. Dort ist die Tötung auf Verlangen zumindest unter gewissen Voraussetzungen gestattet. Die passive Sterbehilfe ist Verzicht auf die Aufnahme von lebenserhaltenden Maßnahmen oder deren Abbruch. Es ist kein ärztlicher Behandlungsabbruch, das Ziel der Behandlung wird jedoch verändert. Dieses soll das Wohl des Patienten fördern (Palliation) und nicht mehr die Lebenserwartung durch Heilung steigern (kurativ). Der begonnene Sterbeprozess wird zugelassen. Die indirekte Sterbehilfe ist die schmerzlindernde Behandlung des Patienten oder der Patientin unter Inkaufnahme einer Beeinträchtigung der Lebenserwartung. Einem Patienten oder einer Patientin mit großen Schmerzen wird beispielsweise eine hohe Dosis Morphium verabreicht. Dadurch werden unter Umständen ihre geistigen Fähigkeiten bis zum Tode beeinträchtigt oder die Lebenserwartung verkürzt, jedoch wird ihr körperliches Wohl gefördert. So können Sterbewünsche verhindert werden. Bei der Beihilfe zum Suizid geht es darum, dem Patienten oder der Patientin eine tödliche Substanz zu beschaffen, welche der Patient oder die Patientin ohne Fremdeinwirkung einnehmen kann. In der Schweiz ist die Beihilfe zum Suizid grundsätzlich nicht strafbar, sondern nur dann, wenn es aus selbstsüchtigen Beweggründen geschieht.
Eine relevante Frage in der ethischen Diskussion ist, ob es legitim ist, das Ziel der Heilung zu vernachlässigen, um dafür das aktuelle Wohlbefinden zu fördern. Bei der passiven und indirekten Sterbehilfe wird diese Frage in der Medizin größtenteils bejaht. Kontroverser ist jedoch die aktive Sterbehilfe: Diese ist in den meisten Ländern gesetzlich verboten. Am meisten wird über den vermeintlichen Willen einer sterbenden Person diskutiert. Gegner argumentieren wie folgt: Es sollte durch medizinische und psychologische Anstrengungen verhindert werden, dass eine Person sich in einer derart hoffnungslosen Situation sieht, dass sie Sterbehilfe verlangt. Positive Entwicklungen auf Seiten der Patienten und Patientinnen, die sich wieder dem Leben zuwenden wollen, werden durch die aktive Sterbehilfe abgewürgt. Die Sterbehelfer stehen in einem allfälligen Interessenkonflikt. Je näher sie der die Sterbehilfe beantragenden Person stehen, desto schwerer ist ihnen die Sterbehilfe zumutbar.
Befürworter argumentieren wie folgt: Es ist nicht immer möglich, die Schmerzen und Leiden eines Patienten oder einer Patientin genügend zu lindern und gleichzeitig ein kuratives Ziel zu verfolgen. Menschen, die keine Aussicht auf Heilung haben, finden sich oft in einer hoffnungslosen Situation, in welcher ihnen das Leben als Aufwand und Qual für sich selbst und ihre Beistehenden erscheint. Selbstbestimmungsrecht: Jeder hat das Recht, selbst über sein Leben und über die Beendigung seines Lebens zu bestimmen.

### Pränataldiagnostik
In der Pränataldiagnostik werden diagnostische Untersuchungen am Fötus im Mutterleib und an der schwangeren Frau vorgenommen. Dabei stellt sich wie beim Schwangerschaftsabbruch die ethische Frage, welchen Status der Fötus hat. Zusätzlich stellen sich Fragen wie die, ob dadurch in der Gesellschaft der Wert von behinderten Menschen herabgesetzt wird und ob ein unzulässiger Druck auf die werdenden Eltern besteht, solche Untersuchungen durchzuführen, auch wenn sie dies nicht wollen.

### Präimplantationsdiagnostik
Die Präimplantationsdiagnostik (PID) ist eine Methode der medizinisch unterstützten Fortpflanzung, welche dazu dient, das Erbgut eines Embryos vor der Einsetzung in die Gebärmutter zu erfassen und auf mögliche Chromosomen-Schäden zu testen. Die PID setzt eine In-vitro-Fertilisation (IVF) voraus. Das heißt, die Befruchtung der Eizelle findet „im Glas“ (in vitro) und somit außerhalb des weiblichen Körpers statt. Um die Chance auf eine erfolgreiche Befruchtung möglichst hoch zu halten, werden meist mehrere Eizellen befruchtet. Die PID ermöglicht es, sicherzustellen, dass nur „gesunde“ Embryonen in die Gebärmutter eingesetzt werden. Es findet eine gezielte Selektion nach genetischen Eigenschaften statt. In den meisten Ländern ist die PID strengen gesetzlichen Regelungen unterlegen. In der Schweiz darf die PID nur auf Grund von Unfruchtbarkeit oder auf Grund der Gefahr einer schweren vererbbaren Krankheit durchgeführt werden. Ähnliche gesetzliche Bestimmungen findet man in den meisten europäischen Ländern.
Es stellen sich verschiedene ethische Fragen: Stellt die PID eine Verletzung der Menschenwürde dar? Stellt die Zulassung der PID eine Diskriminierung Behinderter dar? Ab wann beginnt „Menschsein“? Wird mit der PID zu stark in die Natur eingegriffen? Stellt PID der erste Schritt in Richtung Designerbabies dar? (zukünftige Möglichkeiten/zukünftiges Menschenverständnis).

### Stammzelltransplantation
In der Stammzelltransplantation werden Stammzellen von einem Spender auf einen Empfänger übertragen. Damit können Leben gerettet werden. Die Stammzelltransplantation ist aber auch mit Risiken für Spender und Empfänger verbunden.

### Organtransplantation
Die Organtransplantation ist ein medizinisches Verfahren der Verpflanzung von organischen Körperteilen oder Körpergewebe, mit dem Menschenleben gerettet oder die Situation von dauerhaft geschädigten Patientinnen nachhaltig verbessert werden können. Die Medizin unterscheidet dabei zwischen Organentnahme und Organspende respektive zwischen Lebend- und Totenspende. Die Organtransplantation ist ein von vielen geschätztes Verfahren, allerdings sind einige ethische Fragen zu berücksichtigen.
Hirntodkriterium:
In der Ethik ist man sich einig, dass der Hirntod der Spender oder der Spenderin eine notwendige Bedingung ist („Hirntodkriterium“). Wie lässt sich allerdings der Hirntod genau feststellen und definieren?
Verteilung:
Nach welchen Kriterien sollen die Organe verteilt werden?
Transplantation von Tier zu Mensch:
Sollte es erlaubt sein, Tiere zu töten, um ihre Organe Menschen zu spenden?
Spenderin:
Muss die Spenderin einer möglichen Organspende, bevor sie stirbt, ausdrücklich zugestimmt haben („Zustimmungslösung“), reicht es, wenn sie sich ausdrücklich dagegen ausgesprochen hat („Widerspruchslösung“), oder sollte es sogar eine Organspendepflicht geben?
Festlegung:
Wer hat das Recht, über die Richtlinien der Organspende, insbesondere die oben genannten Fragen bezüglich der Spender, zu entscheiden? Sollte dies auf Staatsebene entschieden werden oder universell festgelegt werden? Wie geht man mit unterschiedlichen Regelungen um?
Anspruch:
Wer hat das Anrecht auf ein neues Organ? Haben alle das gleiche Recht oder werden Kriterien wie Alter, finanzielle Möglichkeiten, kurzfristige/langfristige Prognose oder Umstellung der Lebensweise nach Erhalten des neuen Organs berücksichtigt?
Religionsfreiheiten:
Inwiefern dürfen religiöse Freiheiten eingeschränkt werden, um das Leben einer (religiösen) Person zu retten?
Persönlichkeitsrechte:
Wie geht man mit Patienten um, die beschränkt urteilsfähig sind? Sollten beispielsweise Minderjährige ein Mitspracherecht haben oder wird die Entscheidung über eine Organentnahme bzw. Organspende allein den Erziehungsberechtigten überlassen?
Abschließend zeigt sich, dass trotz Vorteile dieses medizinischen Fortschrittes der Organtransplantation viele ethische Fragen offen bleiben. Einig sind sich Ethikerinnen nur, dass der kommerzielle Handel mit Organen sowie die gewaltsame Organentnahme ethisch höchst verwerflich sind.

### Gentherapie
Manche Krankheiten können durch das Ersetzen von defekten Genen geheilt werden. Passende Nukleinsäuren werden in die kranken Körperzellen eines Patienten eingefügt. Sie werden an Stelle des defekten Gens in die DNA integriert, wodurch die Proteinsynthese der zuvor fehlenden Proteine stattfinden kann. So kann ein defektes Gen mit einer gesunden Kopie ersetzt und eine Krankheit behandelt werden. Um zu verhindern, dass die „neue genetische Information“ an die Kinder eines Patienten vererbt werden kann, darf eine Gentherapie in vielen Länder nur in den somatischen Zellen durchgeführt werden.
Anhand von therapeutischen Eingriffen in das Genom scheint es heute möglich, etliche angeborene Defekte zu heilen. Die Folgen für die Betroffenen und für deren Nachkommen sind, da Langzeitergebnisse fehlen, jedoch völlig unklar. Sollte man solche Behandlungen durchführen dürfen, obwohl man langfristige Folgen nicht ausschließen kann? Außerdem besteht das Risiko, dass die zur kranken Zelle zugegebenen Nukleinsäuren an der falschen Stelle in die DNA integriert werden. Dadurch kann eine andere schwere Krankheit ausgelöst werden. Ist dieses Risiko tragbar? Darf man überhaupt etwas am Erbgut eines Menschen verändern? 

### Neuro-Enhancement
Als Neuro-Enhancement bezeichnet man das Einnehmen von psychoaktiven Substanzen, die eine geistige Leistungssteigerung bewirken, was auch unter dem Namen „Hirndoping“ bekannt ist. In der Pharmazie werden drei Gruppen unterschieden:
1) Illegale Stimulanzien
2) Verschreibungspflichtige Stimulanzien und Nicht-Stimulanzien
3) Frei verfügbare/verkäufliche Stimulanzien und Nicht-Stimulanzien
Die Substanzen wirken auf verschiedene Weise. Am häufigsten jedoch werden „Wiederaufnahmehemmer“ (z. B. MPH) verwendet, die durch das Blockieren von präsynaptischen Transportern (z. B. Noradrenalin- oder Dopamin-Transporter) die Wiederaufnahme von Neurotransmittern in die Präsynapse verhindern. Somit bleiben die Neurotransmitter länger und in hoher Konzentration im Blut und bewirken eine kurzfristige Leistungssteigerung.
Was sind die Gefahren?
Eine große Gefahr beim Einnehmen solcher psychoaktiven Substanzen stellt die Abhängigkeit dar. Sobald sich der Körper dieser Wirkung angepasst hat oder sich daran gewöhnt hat, entwickelt er, sobald die Substanz nicht mehr im Blut ist, gewisse Entzugserscheinungen. Die Nebenwirkungen könne also drastisch sein.
Eine weitere Gefahr ist, dass, sobald die Wirkung nachlässt, man in ein „Gefühlstief“ fallen kann, weil sich der Körper eben an die hohe Konzentration von bspw. Dopamin im Blut gewöhnt hat und somit nicht mehr so stark auf kleine Mengen von Dopamin im Blut reagiert. Dies kann bis zu einer Depression führen. Eine Folge davon sind die ständigen Schwankungen der Konzentrationsfähigkeit und der Gefühlslagen. Dies kann nicht nur die betroffene Person betreffen, sondern auch Auswirkungen auf deren Umfeld haben.
Ein großer Nachteil an diesem Gehirn-Doping ist die nur kurzfristige Steigerung der Konzentrationsfähigkeit. Eine langfristige Verbesserung ist mit den heute erforschten Mitteln nicht zu erkennen.
Was kann dazu verführen, solche Möglichkeiten der Leistungssteigerung zu nutzen?
Die Vorteile, welche entstehen, wenn man psychoaktive Substanzen nimmt, sind unter anderem eine Verbesserung der Konzentrationsfähigkeit, die mentale Effizienz, welche erhöht wird, und die motorischen Fähigkeiten werden verbessert. Es kann auch den Fokus und die Kreativität steigern und länger leistungsfähig machen. Was natürlich dazu führen würde, dass man in der Lage wäre, die Konkurrenz zu überholen bzw. einzuholen. Zudem kann es auch dazu genutzt werden, Grenzen zu durchbrechen und neue Erfahrungen zu sammeln.
Ethische Vertretbarkeit
Bezüglich der ethischen Vertretbarkeit gibt es mehrere Faktoren, die ein eindeutiges Urteil erschweren. Ein Problem ist unter anderem das Gefangenendilemma, dass, wenn alle oder anderen es nehmen, ich es auch nehmen muss, um im Wettbewerb bestehen zu können. Zudem werden dadurch Grenzen erweitert, welche ohne psychoaktive Substanzen verschlossen bleiben würden. Einige Gegenargumente sind zum Beispiel die Langzeitnebenwirkungen, welche uns noch nicht bekannt sind. Oder ob die Nebenwirkungen zu hoch sind, gemessen an dem Nutzen, welche die Substanzen uns erbringen.
In Zukunft
Die Forschungen zur Entwicklung von leistungssteigernden Stimulanzien konzentrieren sich in erster Linie auf hypothetische zukünftige Mittel mit weniger Nebenwirkungen und klar nachweisbarem leistungsfördernden Effekt und nicht auf die schon auf dem Markt vorhandenen Mittel.